# Unione Sportiva Avellino 1982-1983
Questa voce raccoglie le informazioni riguardanti l'Unione Sportiva Avellino nelle competizioni ufficiali della stagione 1982-1983.

## Stagione
Dopo il campionato tranquillo della stagione precedente una rivoluzione in sede di mercato cambia radicalmente la squadra e mette in difficoltà l'allenatore Pippo Marchioro (esonerato alla quinta giornata dopo il pesante rovescio di Verona). L'arrivo di Fernando Veneranda sulla panchina irpina porterà, grazie soprattutto a un buon girone di ritorno, a una salvezza tranquilla.
In Coppa Italia, dopo aver passato il primo turno, gli irpini si arrenderanno agli ottavi di finale contro la Roma.

## Divise e sponsor
Lo sponsor tecnico per la stagione 1982-1983 fu Kappa, mentre lo sponsor ufficiale fu Iveco.
| Casa |

## Organigramma societario
Area direttiva
- Presidente: Antonio Sibilia
- Segretario: Pierpaolo Marino

Area sanitaria
- Medico sociale: Franco Cerullo
- Massaggiatore: Vincenzo De Luca Picioni

Area tecnica
- Direttore sportivo: Franco Landri
- Allenatore: Giuseppe Marchioro, dal 12 ottobre Fernando Veneranda
- Allenatore in seconda: Romano Cazzaniga, dal 12 ottobre Stefano Codraro
- Allenatore Primavera: Flaminio De Biase

## Rosa

Da sinistra: i due neoacquisti stranieri della stagione, Barbadillo e Skov: il peruviano si ritaglierà un posto nella storia degli irpini, mentre il danese andrà a rimpinguare le file dei «bidoni» nella Serie A del decennio.

| N. |                   | Ruolo | Calciatore                    |
| -- | ----------------- | ----- | ----------------------------- |
|    | Italia (bandiera) | P     | Giovanni Cervone              |
|    | Italia (bandiera) | P     | Stefano Tacconi               |
|    | Italia (bandiera) | D     | Massimo Albiero               |
|    | Italia (bandiera) | D     | Renato Aversano               |
|    | Italia (bandiera) | D     | Maurizio Braghin              |
|    | Italia (bandiera) | D     | Armando Cascione              |
|    | Italia (bandiera) | D     | Salvatore Di Somma (capitano) |
|    | Italia (bandiera) | D     | Luciano Favero                |
|    | Italia (bandiera) | D     | Danilo Ferrari                |
|    | Italia (bandiera) | D     | Carlo Osti                    |
|    | Italia (bandiera) | D     | Giuseppe Piccolo              |
|    | Italia (bandiera) | C     | Mauro Boccafresca             |

| N. |                      | Ruolo | Calciatore                        |
| -- | -------------------- | ----- | --------------------------------- |
|    | Italia (bandiera)    | C     | Giancarlo Centi                   |
|    | Italia (bandiera)    | C     | Bruno Limido                      |
|    | Italia (bandiera)    | C     | Luciano Malaman                   |
|    | Italia (bandiera)    | C     | Italo Schiavi                     |
|    | Italia (bandiera)    | C     | Gian Pietro Tagliaferri           |
|    | Italia (bandiera)    | C     | Rosolo Vailati                    |
|    | Italia (bandiera)    | C     | Beniamino Vignola (vice capitano) |
|    | Perù (bandiera)      | A     | Gerónimo Barbadillo               |
|    | Italia (bandiera)    | A     | Alberto Bergossi                  |
|    | Italia (bandiera)    | A     | Sauro Fattori                     |
|    | Danimarca (bandiera) | A     | Søren Skov                        |

## Calciomercato

### Sessione estiva
| Acquisti | Acquisti            | Acquisti      | Acquisti              |
| R.       | Nome                | da            | Modalità              |
| -------- | ------------------- | ------------- | --------------------- |
| D        | Maurizio Braghin    | Varese        | definitivo            |
| D        | Giorgio Redeghieri  | SPAL          | fine prestito         |
| D        | Renato Aversano     | Palmese       | definitivo            |
| D        | Armando Cascione    | Catanzaro     | prestito              |
| C        | Mauro Boccafresca   | Conegliano    | definitivo            |
| C        | Giancarlo Centi     | Inter         | definitivo            |
| C        | Bruno Limido        | Varese        | fine prestito         |
| A        | Geronimo Barbadillo | Tigres UANL   | definitivo (1 mld. £) |
| A        | Alberto Bergossi    | SPAL          | definitivo            |
| A        | Sauro Fattori       | Fiorentina    | definitivo            |
| A        | Soren Skov          | Cercle Bruges | definitivo            |

| Cessioni | Cessioni              | Cessioni         | Cessioni      |
| R.       | Nome                  | a                | Modalità      |
| -------- | --------------------- | ---------------- | ------------- |
| P        | Nicola Di Leo         | Perugia          | prestito      |
| D        | Corrado Canzi         | Pordenone        | fine prestito |
| D        | Nello Dal Corso       | Benevento        | definitivo    |
| D        | Marco Pecoraro Scanio | Rimini           | prestito      |
| D        | Ciro Pezzella         | Lecce            | definitivo    |
| D        | Federico Rossi        | Fiorentina       | definitivo    |
| D        | Massimo Venturini     | Catanzaro        | definitivo    |
| C        | Fernando De Napoli    | Rimini           | prestito      |
| C        | Massimo Esposito      | Siracusa         | definitivo    |
| C        | Luciano Facchini      | Pistoiese        | definitivo    |
| C        | Guglielmo Ferrante    | Taranto          | definitivo    |
| C        | Pietro Maiellaro      | Varese           | prestito      |
| C        | Paolo Milella         | Vigor Senigallia | definitivo    |
| C        | Giacomo Piangerelli   | Verona           | definitivo    |
| C        | Mario Piga            | Perugia          | definitivo    |
| C        | Giorgio Redeghieri    | SPAL             | definitivo    |
| A        | Vito Chimenti         | Taranto          | definitivo    |
| A        | Nicola d'Ottavio      | Verona           | definitivo    |
| A        | Juary                 | Inter            | definitivo    |
| A        | Luigi Marulla         | Cosenza          | prestito      |
| A        | Agostino Spica        | Lecce            | definitivo    |

### Sessione autunnale
| Acquisti | Acquisti        | Acquisti       | Acquisti                 |
| R.       | Nome            | da             | Modalità                 |
| -------- | --------------- | -------------- | ------------------------ |
| D        | Massimo Albiero | Como           | prestito                 |
| D        | Carlo Osti      | Juventus       | comproprietà (400 mln £) |
| C        | Italo Schiavi   | Sambenedettese | definitivo               |
| C        | Rosolo Vailati  | Palermo        | definitivo               |
| C        | Luciano Malaman | SPAL           | definitivo               |

| Cessioni | Cessioni             | Cessioni | Cessioni   |
| R.       | Nome                 | a        | Modalità   |
| -------- | -------------------- | -------- | ---------- |
| D        | Maurizio Braghin     | Varese   | definitivo |
| C        | Maurizio Giovannelli | Catania  | definitivo |
| A        | Sauro Fattori        | Palermo  | definitivo |

## Risultati

### Serie A

#### Girone di andata
| Arbitro: | Ballerini (La Spezia) |

|                                                  |           |                     |
| Hernández 8’ Borghi 45’ Dossena 63’ Selvaggi 82’ | Marcatori | 87’ (aut.) Galbiati |

| Arbitro: | Menicucci (Firenze) |

|                                  |           |  |
| Barbadillo 53’ Scorsa 79’ (aut.) | Marcatori |  |

| Arbitro: | Angelelli (Terni) |

|                    |           |  |
| Schachner 77’, 81’ | Marcatori |  |

| Avellino 3 ottobre 1982 4ª giornata | Avellino        | 0 – 0 | Cagliari | Stadio Partenio\| Arbitro: \| Magni (Bergamo) \| |
| Arbitro:                            | Magni (Bergamo) |       |          |                                                  |

| Arbitro: | Mattei (Macerata) |

|                                        |           |  |
| Penzo 14’ Di Gennaro 80’ Gibellini 90’ | Marcatori |  |

| Arbitro: | Longhi (Roma) |

|                          |           |  |
| Cascione 18’ Vignola 57’ | Marcatori |  |

| Arbitro: | Menicucci (Firenze) |

|                       |           |            |
| D. Ferrari 63’ (aut.) | Marcatori | 31’ Limido |

| Arbitro: | Lo Bello (Siracusa) |

|              |           |            |
| Di Somma 70’ | Marcatori | 56’ Scirea |

| Arbitro: | Angelelli (Terni) |

|                 |           |                 |
| M. Briaschi 47’ | Marcatori | 58’ Tagliaferri |

| Genova 21 novembre 1982 10ª giornata | Sampdoria            | 0 – 0 | Avellino | Stadio Luigi Ferraris\| Arbitro: \| Barbaresco (Cormons) \| |
| Arbitro:                             | Barbaresco (Cormons) |       |          |                                                             |

| Arbitro: | Menicucci (Firenze) |

|             |           |                             |
| Vignola 75’ | Marcatori | 71’ G. Marini 87’ Altobelli |

| Arbitro: | Magni (Bergamo) |

|                          |           |  |
| Garuti 62’ Berggreen 73’ | Marcatori |  |

| Arbitro: | Mattei (Macerata) |

|                |           |              |
| Barbadillo 50’ | Marcatori | 30’ Prohaska |

| Arbitro: | Bergamo (Livorno) |

|             |           |            |
| Năstase 52’ | Marcatori | 2’ Vignola |

| Arbitro: | Longhi (Roma) |

|                      |           |            |
| Chiarenza 19’ (aut.) | Marcatori | 69’ Virdis |

#### Girone di ritorno
| Arbitro: | Lanese (Messina) |

|                                  |           |  |
| Barbadillo 1’ Vignola 46’ (rig.) | Marcatori |  |

| Arbitro: | Ballerini (La Spezia) |

|                                   |           |            |
| De Vecchi 45’ Bergossi 81’ (aut.) | Marcatori | 34’ Limido |

| Arbitro: | Menegali (Roma) |

|               |           |  |
| Barbadillo 7’ | Marcatori |  |

| Arbitro: | Longhi (Roma) |

|                  |           |              |
| A. Marchetti 45’ | Marcatori | 53’ Cascione |

| Arbitro: | Mattei (Macerata) |

|                           |           |  |
| Osti 5’ Bergossi 47’, 60’ | Marcatori |  |

| Arbitro: | Lo Bello (Siracusa) |

|                                          |           |  |
| Bellini 26’ Antognoni 83’ A. Bertoni 89’ | Marcatori |  |

| Avellino 6 marzo 1983 22ª giornata | Avellino      | 0 – 0 | Napoli | Stadio Partenio\| Arbitro: \| Longhi (Roma) \| |
| Arbitro:                           | Longhi (Roma) |       |        |                                                |

| Arbitro: | Ballerini (La Spezia) |

|                                        |           |             |
| Scirea 13’ Boniek 64’ Platini 70’, 87’ | Marcatori | 66’ Vignola |

| Arbitro: | Barbaresco (Cormons) |

|                            |           |  |
| Vignola 32’ Barbadillo 47’ | Marcatori |  |

| Avellino 27 marzo 1983 25ª giornata | Avellino         | 0 – 0 | Sampdoria | Stadio Partenio\| Arbitro: \| Benedetti (Roma) \| |
| Arbitro:                            | Benedetti (Roma) |       |           |                                                   |

| Arbitro: | Lanese (Messina) |

|                |           |  |
| Bagni 49’, 89’ | Marcatori |  |

| Arbitro: | Barbaresco (Cormons) |

|             |           |  |
| Vignola 25’ | Marcatori |  |

| Arbitro: | Vitali (Bologna) |

|                              |           |  |
| Falcão 38’ Di Bartolomei 65’ | Marcatori |  |

| Arbitro: | Leni (Perugia) |

|                                                               |           |  |
| Cavasin 1’ (aut.) Bergossi 53’ Tagliaferri 58’ Barbadillo 78’ | Marcatori |  |

| Arbitro: | Paparesta (Bari) |

|                   |           |           |
| Edinho 16’ (rig.) | Marcatori | 4’ Limido |

### Coppa Italia

#### Fase a gironi
| Arbitro: | Patrussi (Ravenna) |

|                   |           |             |
| Favero 54’ (aut.) | Marcatori | 30’ Vignola |

| Arbitro: | D'Elia (Salerno) |

|                      |           |               |
| Skov 48’ Vignola 62’ | Marcatori | 57’ Chiarenza |

| Arbitro: | Agnolin (Bassano del Grappa) |

|                                       |           |          |
| Ferrario 42’ (rig.) C. Pellegrini 78’ | Marcatori | 26’ Skov |

| Arbitro: | Lo Bello (Siracusa) |

|                    |           |                            |
| Zaccaro 71’ (rig.) | Marcatori | 44’ Vignola 59’ D. Ferrari |

| Avellino 5 settembre 1982 5ª giornata | Avellino         | 0 – 0 | Perugia | Stadio Partenio\| Arbitro: \| Lanese (Perugia) \| |
| Arbitro:                              | Lanese (Perugia) |       |         |                                                   |

#### Fase finale
| Arbitro: | Angelelli (Terni) |

|  |           |              |
|  | Marcatori | 54’ Prohaska |

| Arbitro: | Lombardo (Marsala) |

|                                                          |           |                                 |
| Iorio 5’ Faccini 8’ Chierico 16’ Falcão 39’ Baldieri 70’ | Marcatori | 28’, 54’ Skov 42’ (aut.) Valigi |

## Statistiche

### Statistiche di squadra
| Competizione | Punti | In casa | In casa | In casa | In casa | In casa | In casa | In trasferta | In trasferta | In trasferta | In trasferta | In trasferta | In trasferta | Totale | Totale | Totale | Totale | Totale | Totale | DR |
| Competizione | Punti | G       | V       | N       | P       | Gf      | Gs      | G            | V            | N            | P            | Gf           | Gs           | G      | V      | N      | P      | Gf     | Gs     | DR |
| ------------ | ----- | ------- | ------- | ------- | ------- | ------- | ------- | ------------ | ------------ | ------------ | ------------ | ------------ | ------------ | ------ | ------ | ------ | ------ | ------ | ------ | -- |
| Serie A      | 28    | 15      | 8       | 6       | 1       | 21      | 5       | 15           | 0            | 6            | 9            | 8            | 29           | 30     | 8      | 12     | 10     | 29     | 34     | -5 |
| Coppa Italia |       | 3       | 1       | 1       | 1       | 2       | 2       | 4            | 1            | 1            | 2            | 7            | 9            | 7      | 2      | 2      | 3      | 9      | 11     | -2 |
| Totale       | -     | 18      | 9       | 7       | 2       | 23      | 7       | 19           | 1            | 7            | 11           | 15           | 38           | 37     | 10     | 14     | 13     | 38     | 45     | -7 |

### Statistiche dei giocatori
Sono in corsivo i calciatori che hanno lasciato la società a stagione in corso.
| Giocatore      | Serie A  | Serie A | Serie A     | Serie A    | Coppa Italia | Coppa Italia | Coppa Italia | Coppa Italia | Totale   | Totale | Totale      | Totale     |
| Giocatore      | Presenze | Reti    | Ammonizioni | Espulsioni | Presenze     | Reti         | Ammonizioni  | Espulsioni   | Presenze | Reti   | Ammonizioni | Espulsioni |
| -------------- | -------- | ------- | ----------- | ---------- | ------------ | ------------ | ------------ | ------------ | -------- | ------ | ----------- | ---------- |
| M. Albiero     | 2        | 0       | ?           | ?          | -            | -            | -            | -            | 2        | 0      | 0+          | 0+         |
| R. Aversano    | 2        | 0       | ?           | ?          | -            | -            | -            | -            | 2        | 0      | 0+          | 0+         |
| G. Barbadillo  | 30       | 6       | ?           | ?          | 6            | 0            | ?            | ?            | 36       | 6      | ?           | ?          |
| A. Bergossi    | 22       | 3       | ?           | ?          | 4            | 0            | ?            | ?            | 26       | 3      | ?           | ?          |
| M. Boccafresca | 4        | 0       | ?           | ?          | 1            | 0            | ?            | ?            | 5        | 0      | ?           | ?          |
| M. Braghin     | 4        | 0       | ?           | ?          | 5            | 0            | ?            | ?            | 9        | 0      | ?           | ?          |
| A. Cascione    | 12       | 2       | ?           | ?          | 5            | 0            | ?            | ?            | 17       | 2      | ?           | ?          |
| G. Centi       | 23       | 0       | ?           | ?          | 7            | 0            | ?            | ?            | 30       | 0      | ?           | ?          |
| G. Cervone     | 1        | 0       | ?           | ?          | 1            | -1           | ?            | ?            | 2        | -1     | ?           | ?          |
| S. Di Somma    | 27       | 1       | ?           | ?          | 5            | 0            | ?            | ?            | 32       | 1      | ?           | ?          |
| S. Fattori     | 1        | 0       | ?           | ?          | 5            | 0            | ?            | ?            | 6        | 0      | ?           | ?          |
| L. Favero      | 30       | 0       | ?           | ?          | 7            | 0            | ?            | ?            | 37       | 0      | ?           | ?          |
| D. Ferrari     | 26       | 0       | ?           | ?          | 6            | 1            | ?            | ?            | 32       | 1      | ?           | ?          |
| B. Limido      | 27       | 3       | ?           | ?          | 7            | 0            | ?            | ?            | 34       | 3      | ?           | ?          |
| L. Malaman     | 1        | 0       | ?           | ?          | 2            | 0            | ?            | ?            | 3        | 0      | ?           | ?          |
| C. Osti        | 23       | 1       | ?           | ?          | 1            | 0            | ?            | ?            | 24       | 1      | ?           | ?          |
| I. Schiavi     | 21       | 0       | ?           | ?          | 1            | 0            | ?            | ?            | 22       | 0      | ?           | ?          |
| S. Skov        | 16       | 0       | ?           | ?          | 7            | 4            | ?            | ?            | 23       | 4      | ?           | ?          |
| S. Tacconi     | 30       | -34     | ?           | ?          | 6            | -10          | ?            | ?            | 36       | -44    | ?           | ?          |
| P. Tagliaferri | 26       | 2       | ?           | ?          | 7            | 0            | ?            | ?            | 33       | 2      | ?           | ?          |
| R. Vailati     | 18       | 0       | ?           | ?          | 2            | 0            | ?            | ?            | 20       | 0      | ?           | ?          |
| B. Vignola     | 30       | 7       | ?           | ?          | 7            | 3            | ?            | ?            | 37       | 10     | ?           | ?          |